# アイスター
株式会社アイスター商事は、東京都港区に本社を置く連鎖販売取引の形態で化粧品等を販売する企業。同社の正式な通称や広く販売する製品のブランドとして『アイスター』も使われている。

## 概要
化粧品や健康食品の製造販売を行っており、化粧品部門はアイレディース化粧品のブランドで訪問販売を実施している。
創業者は西山栄一（にしやま えいいち）であるが、アイレディース宮殿黒川温泉ホテルにおけるハンセン病元患者宿泊拒否事件において責任をとり、一切の役職から退いている。2023年7月に93歳で死去。
1980年代後半から1990年代にかけて、ゴールデン洋画劇場（フジテレビ系列）をはじめ、木曜ドラマ （テレビ朝日系列）、時間ですよ ふたたび(TBS系列)等の番組においてテレビCMを盛んに放送した他、毎日新聞の原則毎月末日の朝刊1面にも突き出し広告を掲載していた。
かつては、北海道・札幌駅（4代目）屋上や大阪府・道頓堀に広告を提出していた。

## 傘下組織
- 株式会社アイスターエバ（清涼飲料水の製造卸）
- 株式会社ルピア（不動産売買仲介・建築設計・施工管理）
- 株式会社一点（リース）
- 株式会社アイボシ（アイスター共済会事務処理代行）
- 株式会社エイ・アイ・エス（総合保険代理店）
- 株式会社ハワイアイスター（コンファレンスリゾート）
- 株式会社女性新聞社（新聞の発行及び出版業務）
- 学校法人萠愛学園
  - 西山学院高等学校
  - 萠愛調理師専門学校

## 関連団体
- 和豊帯の会 - 西山を教祖とする宗教団体。旧称は理創教会。
- なかよしの党 - 西山を実質的な指導者とする政治団体。旧称は女性党。結党時の名称は新しい時代をつくる党（新時代党）。

## 関連書籍
- 西山栄一『萠える愛 あるがままの心とともに生きた半世紀』東洋経済新報社、1981年。
- 西山栄一『萠える愛 第2部 確固たる使命感とともに生きた半世紀』国際商業出版、1982年。ISBN 978-4-87542-200-6。